# César López Fretes
César López Fretes (Asunción, 1923. március 21. – Pereira, 2001. július 13.) paraguayi labdarúgócsatár, edző.
1. ↑  transfermarkt.com. transfermarkt.com . (Hozzáférés: 2017. október 9.)